# Sergei Karakaev
Sergei Viktorovitch Karakaev (em russo: Серге́й Ви́кторович Карака́ев; vila de Ivano-Sliussarevskoie, distrito de Kushchovski, Krai de Krasnodar) é um comandante militar russo, coronel-general desde 2012 e Comandante das Forças de Mísseis Estratégicos desde 22 de junho de 2010. Também é candidato em ciências militares desde 2007.

## Biografia
Em 1983, formou-se na 4ª faculdade da Escola Superior de Comando de Engenharia Militar de Rostov, que leva o nome do Marechal-Chefe de Artilharia Mitrofan Nedelin. Foi monitor do curso. Em 1994, concluiu a faculdade de comando da Academia Militar Felix Dzerjinski.
Serviu como engenheiro e engenheiro sênior (1983–1986), subcomandante (1986–1987) e comandante (1987–1988) de um grupo de lançamento, chefe do estado-maior do 320.º Regimento de Mísseis em nome dos 70 anos da Grande Revolução de Outubro (1988–1992). De 1994 a 1997, foi comandante do 168.º Regimento de Mísseis de Kaluga como coronel. De 1997 a 1998, foi chefe do estado-maior e, de 1998 a 2001, comandante da 28.ª Divisão de Mísseis de Guardas.
De 2001 a 2006, foi chefe do 2º departamento da 1ª diretoria da Direção Principal de Pessoal do Ministério da Defesa da Federação Russa.

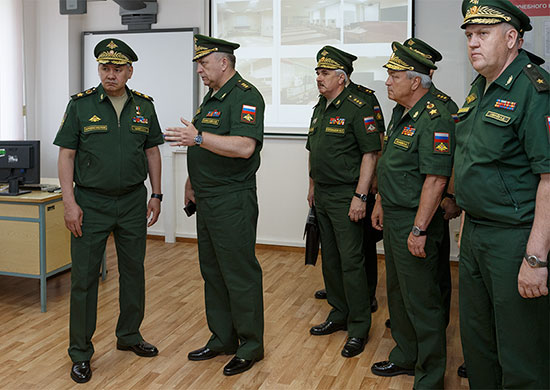
Karakaev com o Ministro da Defesa russo Sergei Shoigu na Academia Militar das Forças de Mísseis Estratégicos de Pedro, o Grande

Em 2004, formou-se por ensino à distância na Academia de Serviço Público do Noroeste.
De abril de 2006 a setembro de 2008, comandou o 27.º Exército de Mísseis de Guardas de Vitebsk em Vladimir.
Em 2007, foi-lhe concedido o posto militar de tenente-general.
Em 2009, concluiu externamente, com distinção, a Academia Militar do Estado-Maior Geral das Forças Armadas da Federação Russa.
De 22 de outubro de 2009 a 22 de junho de 2010, foi chefe do estado-maior e primeiro-subcomandante das Tropas de Mísseis Estratégicos.
Por decreto do Presidente da Federação Russa de 22 de junho de 2010, foi nomeado comandante das Forças de Mísseis Estratégicos da Federação Russa. Em 9 de agosto de 2012, recebeu o posto militar de coronel-general.
É membro do conselho editorial da revista “Pensamento Militar”.

## Sanções
Em 13 de dezembro de 2022, devido à invasão da Rússia à Ucrânia, foi sancionado pelo Reino Unido e pela Nova Zelândia  por envolvimento em ataques com mísseis contra cidades ucranianas.
Em 25 de fevereiro de 2023, Karakaev foi incluído na lista de sanções de todos os países da União Europeia:
| “                                                                     | As Forças Armadas russas realizam ataques massivos com mísseis contra a infraestrutura civil, em particular contra o fornecimento de energia e água, por toda a Ucrânia. Como comandante das Tropas de Mísseis, Karakaev é responsável pelos bombardeios estratégicos da infraestrutura civil na Ucrânia. | ” |
| — Jornal Oficial da União Europeia, Bruxelas, 25 de fevereiro de 2023 | |   |

## Família
Karakaev é casado. Tem um filho e uma filha.

## Prêmios
- Ordem "Por Mérito à Pátria" de 2ª classe (2019), 3ª e 4ª classes (2012)
- Ordem do Mérito Militar (1997)
- Medalha da Ordem "Por Mérito do Oblast de Astracã" (4 de dezembro de 2024) "por contribuição altamente profissional para o fortalecimento da capacidade de defesa da Federação Russa"